# Diala Patricia Wilches
Diala Patricia Wilches Cortina (Riohacha, 1987) es una abogada y política colombiana, que se desempeñó como Gobernadora Encargada de La Guajira.

## Biografía
Nació en Riohacha, capital de La Guajira, hija de los profesores Yesid Wilches y Sarly Cortina. Estudió Derecho en la Universidad Autónoma de Colombia, en Bogotá, y se especializó en Derecho Administrativo y Derecho Constitucional en la Universidad del Rosario. Así mismo, posee una maestría en Gobierno y Políticas Públicas de la Universidad Externado de Colombia.
Cercana al congresista Alfredo Deluque, formó parte de la Unidad de Trabajo Legislativo de él en la Cámara de Representantes de Colombia. Cuándo Deluque sirvió como Presidente de la Cámara en la legislatura 2015-2016, ella fue su secretaria privada. De allí pasó a ser asesora de la Dirección de Asuntos Políticos de la Presidencia de Colombia, entre 2016 y 2019.
Posteriormente, regresó a trabajar con Deluque en la Cámara de Representantes y en el Senado de la República. Fue él quien la ayudó a aparecer en la terna propuesta al Presidente Gustavo Petro para designar Gobernador de La Guajira, presentada por la coalición de partidos políticos que llevaron al poder al destituido Gobernador Nemesio Raúl Roys en las elecciones regionales de 2019.
El 22 de febrero de 2023, fue designada por el presidente Petro como Gobernadora Encargada de La Guajira, para concluir el mandato de Roys, que concluyó el 31 de diciembre del mismo año.